# Кафявокрил огърличник
Кафявокрилият огърличник (Glareola pratincola) е птица от семейство Огърличникови (Glareolidae). Среща се и в България. Зимува в Африка.

## Външен вид
Дължината на тялото на кафявокрилия огърличник е обикновено около 24 до 28 см, а размахът на крилете - 60-70 см. Оперението на птицата е кафяво, с по-тъмни махови пера, забележими в полет. Отдолу надкрилията са ръждиви с бяла ивица по ръба, но може да изглеждат и черни в сянка. Коремът е бял. Гушата е с кремави пера, оградена с черна ивица, от която и идва името "огърличник". В основата на клюна се наблюдава червено, а клюнът е леко извит надолу на върха. При малките крилете и гърба имат люспест рисунък отгоре.
Подобен е на вид на червенокрилия огърличник, който не се среща в България.

## Разпространение в България
Гнезди в рехави колонии. Гнездата обикновено са до воден басейн, в обсега на оризища и солници, влажни зони и други места с трастика, както и сухи равнини с ниска растителност.
Среща се в България между май и октомври. Сигурно гнездене е установено край река Дунав – бившето Карабоазко блато, Плевенски окръг (запазени експонати в НПМ – София от 23 юни 1932 г. и в Природонаучния музей в Плевен от май 1932 г.) над Свищов, Свищовското блато в оризищата около Пловдив в рибарниците при с. Соколица, Пловдивски окръг, по Черноморието – Дуранкулашкото и Шабленското езеро, Атанасовското езеро. Миграция е наблюдавана в Софийско. Не зимува в България. Гнездовият ареал на вида обхваща Европа (Румъния – крайбрежието на р. Дунав, Сърбия и Македония, Гърция – Йонийското крайбрежие и североизточната част на страната)

## Размножаване
Образува малки разредени колонии. Гнездото е малка яма сред ниска и рядка тревна растителност. В люпилото има 2 до 4 яйца. Малките остават в гнездото 2 – 3 дни след излюпването, после се крият в околната растителност.

## Заплахи
Основната заплаха за вида е загубата на местообитанията в следствие на засилена и нова земеделска дейност, прекомерна употреба на инсектициди.